# Godspeed You! Black Emperor
Godspeed You! Black Emperor (trước đây Godspeed You Black Emperor! và rút ngắn "Godspeed", hay viết tắt GYBE và GY!BE) là một ban nhạc post-rock người Canada thành lập ở Montreal, Quebec năm 1994. Họ phát hành nhạc phẩm qua Constellation, một hãng thu âm độc lập cũng ở Montreal.
Sau khi phát hành album đầu tay năm 1997, ban nhạc đi lưu diễn từ năm 1998 tới 2002. Năm 2003, ban nhạc công bố rằng đang gián đoạn vì các thành viên theo đuổi dự án âm nhạc riêng. Thời kỳ này, ban nhạc thỉnh thoảng bị đồn rằng đã tan rã, nhưng cuối cùng cũng tập hợp lại vào năm 2010. Vào tháng 10 năm 2012, ban nhạc phát hành album phòng thu thứ tư, 'Allelujah! Don't Bend! Ascend!.
Ban nhạc có ảnh hưởng rất lớn trong thể loại post-rock. Tháng 9, 2013, 'Allelujah! Don't Bend! Ascend! thắng 2013 Polaris Music Prize.

## Thành viên
Thành viên hiện tại
- David Bryant – guitar, tapes
- Efrim Menuck – guitar, tape loops, keyboards
- Mike Moya – guitar
- Sophie Trudeau – violin
- Thierry Amar – double bass, bass
- Mauro Pezzente – bass
- Aidan Girt – trống, bộ gõ
- Tim Herzog – trống, bộ gõ
- Karl Lemieux – film projections

Thành viên cũ
- Bruce Cawdron – trống, bộ gõ
- Norsola Johnson – cello
- Roger Tellier-Craig – guitar
- Grayson Walker[8] – phong cầm
- James Chau – keyboards, harpsichord, guitar
- Thea Pratt – French horn
- John Littlefair – film projections
- Fluffy Erskine – film projections
- Peter Harry Hill – bagpipes

| David Bryant playing guitar | Efrim Menuck playing the guitar on his lap | Mauro Pezzente playing bass guitar | Sophie Trudeau playing the violin |

## Đĩa nhạc
Album phòng thu
- F♯ A♯ ∞ (1997)
- Lift Your Skinny Fists Like Antennas to Heaven (2000)
- Yanqui U.X.O. (2002)
- 'Allelujah! Don't Bend! Ascend! (2012)
- 'Asunder, Sweet and Other Distress' (2015)
- Luciferian Towers (2017)
- G d’s Pee AT STATE’S END! (2021)
- No Title as of 13 February 2024 28,340 Dead (2024)